# 떨어져 있어도
떨어져 있어도(일본어: 離れていても 하나레테이테모[*])는 일본의 걸 그룹 AKB48의 노래이다.

## 발매 배경
신종 코로나바이러스 범유행의 확대 방지를 위해 모든 사람에게 성원을 전하기 위해 제작된 노래.
2020년 7월 1일부터 디지털 한정으로 발매했다. 디지털 한정으로 노래 발매는 2013년 3월 8일의 「손바닥이 말하는 것」 이래, 7년 4개월만. 2020년 12월 31일까지 전달을 통해 얻은 수익금은 감염 확산 방지에 종사하는 사람들을 위해 전액 기부된다.
2020년 6월 22일 시점으로 AKB48에 재적한 멤버 105명과 전 AKB48의 시노다 마리코, 오오시마 유코, 코지마 하루나, 마에다 아츠코, 다카하시 미나미, 이타노 토모미, 사시하라 리노, 야마모토 사야카, 마츠이 쥬리나가 참가했다.
뮤직 비디오는 긴급사태선언에 의한 외출 자제 기간중의 멤버 각각이 자택에서 촬영한 영상, 외출 자숙 기간이 끝난 후에 짝이 되어 2조 무관객으로 행한 극장 공연의 리허설을 촬영한 것 등 조금씩 움직이기 시작한 멤버의 모습을 촬영한 영상, 신형 코로나 바이러스 감염증의 확대 방지에 임해 새로운 생활 양식에 대응하려고 하고 있는 사회의 풍경 · 일꾼들의 영상을 촬영한 것.
2020년 6월 22일 방송의 『CDTV 라이브! 라이브! 스페셜』(TBS계)에서 TV에서 첫 피로했다.
2020년 8월 23일에는 니혼테레비계의 제43회 『24시간 테레비』에 시노다 마리코, 마에다 아츠코, 다카하시 미나미, 이타노 토모미의 4명이 출연해 현역 멤버와 함께 가창했다..

### 참조주
1. 1 2 3  “AKB48の新曲に前田敦子、大島優子、板野友美ら卒業生参加”. 《音楽ナタリー》. 2020년 6월 22일. 2020년 7월 25일에 확인함.
2. ↑  “AKB48『離れていても』、TV初歌唱に「何回聴いても泣ける」「素敵なパフォーマンスだった」の声も＜CDTVライブ！ライブ！＞”. 《WWS channel》 (WWS JAPAN). 2020년 6월 22일. 2020년 7월 25일에 확인함.
3. ↑  “AKB“神7”の4人が現役メンバーと生歌唱 前田敦子「みなさんにも楽しんでいただけたら」”. 《ORICON NEWS》 (oricon ME). 2020년 8월 23일. 2020년 8월 23일에 확인함.